# Induktiver Näherungsschalter
Ein induktiver Näherungsschalter (Initiator, Annäherungsschalter, Näherungssensor, Positionssensor) ist ein Sensor, der bei Annäherung berührungslos metallische (elektrisch leitfähige) Objekte erkennen kann.
Es wird ein binäres Signal, „Objekt erkannt/nicht erkannt“, zur Verfügung gestellt.

## Aufbau und Funktionsweise
Ein induktiver Näherungsschalter besteht hauptsächlich aus drei Funktionseinheiten: Einem Oszillator, einer Auswerteeinheit und einer Ausgangsstufe. Sobald an den induktiven Näherungsschalter eine Speisespannung angelegt wird, beginnt der Oszillator zu schwingen. Das dabei entstehende elektromagnetische Feld wird mittels Ferritkern (halber Topfkern), der sich in der Spule des Schwingkreises des Oszillators befindet, nach vorne zur aktiven Fläche gerichtet. Ein sich annäherndes Objekt oder auch ein Betätigungselement entzieht dem Schwingkreis Energie, worauf die Oszillatorspannung kleiner wird. Der nachgeschaltete Komparator detektiert das und steuert beim eingestellten Schaltabstand bzw. Schwingungspegel den Ausgangs-Schaltverstärker an. Zum Funktionsprinzip siehe auch Metallsuchgerät.

### Reduktionsfaktor
Induktive Näherungsschalter haben Reduktionsfaktoren für vom Referenzmaterial (üblicherweise Eisen bzw. S235) abweichende Metalle. Zum Beispiel reduziert sich der Schaltabstand bei Messing auf etwa 40 Prozent, das heißt, Messing hat einen Reduktionsfaktor von 0,4. Um das zu vermeiden, hat man sogenannte Faktor-1-Sensoren entwickelt, die bei verschiedenen Metallen gleiche Schaltabstände haben.

## Bauformen
Die Größe reicht von zylindrischen Sensoren mit 3 Millimetern Durchmesser bis zu quadratischen Sensoren mit 180 Millimetern Kantenlänge. Die Ausgänge sind potentialfreie mechanische Schaltkontakte, Transistorausgänge (PNP-, NPN- oder Gegentaktausgang). Es gibt auch Varianten mit Feldbusschnittstelle. Geräte mit analogem Ausgang (0/4 … 20 mA) siehe Induktiver Abstandssensor.
Der Schaltabstand von induktiven Näherungsschaltern ist physikalisch durch die Reichweite des Feldes begrenzt. Große Sensorbauformen haben große Schaltabstände. Zu Anwendungen im Straßenverkehr siehe auch Induktionsschleife.

## Systematisierung
Die Bemessungs-Schaltabstände für alle Arten von induktiven Näherungsschaltern – außer schlitz- und ringförmigen Bauformen – werden durch die EN 60947-5-2 definiert.
Die IEC 60947-6-1 gilt für Niederspannungsschaltgeräte.

## Anwendung
Der Anwendungsbereich für den induktiven Näherungsschalter umfasst Branchen wie den Maschinen- und Anlagenbau, die Fabrikautomation, die Automobilindustrie, die Lager- und Fördertechnik, die Verpackungstechnik, die Druck- und Papierindustrie und die Chemie- und Verfahrenstechnik, sowie auch im Straßenverkehr.